# Kompania graniczna KOP „Kociubińczyki”
Kompania graniczna KOP „Kociubińczyki” – pododdział graniczny Korpusu Ochrony Pogranicza pełniący służbę ochronną na granicy polsko-radzieckiej.

## Geneza
Do czasu zakończenia wojny polsko-bolszewickiej, czyli do jesieni 1920, wschodnią granicę państwa polskiego wyznaczała linia frontu. Dopiero zarządzeniem z 6 listopada 1920 utworzono Kordon Graniczny Ministerstwa Spraw Wojskowych. W połowie stycznia 1921 zmodyfikowano formę ochrony granicy i rozpoczęto organizowanie Kordonu Granicznego Naczelnego Dowództwa WP. Obsadzony on miał być przez żandarmerię polową i oddziały wojskowe. Latem 1921 ochronę granicy wschodniej postanowiło powierzyć Batalionom Celnym. W Kopyczyńcach rozmieszczono dowództwo i pododdziały sztabowe 23 batalionu celnego, a jego 4 kompania stacjonowała w Kociubińczykach. 
W drugiej połowie 1922 przeprowadzono kolejną reorganizację organów strzegących granicy wschodniej. 1 września 1922 bataliony celne przemianowano na bataliony Straży Granicznej. 
Już w następnym roku zlikwidowano Straż Graniczną, a z dniem 1 lipca 1923 pełnienie służby granicznej na wschodnich rubieżach powierzono Policji Państwowej. 
W sierpniu 1924 podjęto uchwałę o powołaniu Korpusu Ochrony Pogranicza – formacji zorganizowanej na wzór wojskowy, a będącej w etacie Ministerstwa Spraw Wewnętrznych.

## Formowanie i zmiany organizacyjne
Na podstawie rozkazu Ministra Spraw Wojskowych nr 1600/tjn./O.de B/25, w drugim etapie organizacji Korpusu Ochrony Pogranicza, w terminie do 1 marca 1925 sformowano 13 batalion graniczny , a w jego składzie 1 kompanię graniczną KOP.
W listopadzie 1936 kompania liczyła 2 oficerów, 7 podoficerów, 4 nadterminowych i 82 żołnierzy służby zasadniczej.
W 1939 roku 1 kompania graniczna KOP „Kociubińczyki” podlegała dowódcy batalionu KOP „Kopyczyńce”.

## Służba graniczna
Podstawową jednostką taktyczną Korpusu Ochrony Pogranicza przeznaczoną do pełnienia służby ochronnej był batalion graniczny. Odcinek batalionu dzielił się na pododcinki kompanii, a te z kolei na pododcinki strażnic, które były „zasadniczymi jednostkami pełniącymi służbę ochronną”, w sile półplutonu. Służba ochronna pełniona była systemem zmiennym, polegającym na stałym patrolowaniu strefy nadgranicznej i tyłowej, wystawianiu posterunków alarmowych, obserwacyjnych i kontrolnych stałych, patrolowaniu i organizowaniu zasadzek w miejscach rozpoznanych jako niebezpieczne, kontrolowaniu dokumentów i zatrzymywaniu osób podejrzanych, a także utrzymywaniu ścisłej łączności między oddziałami i władzami administracyjnymi. Miejscowość, w którym stacjonowała kompania graniczna, posiadała status garnizonu Korpusu Ochrony Pogranicza.
1 kompania graniczna „Kociubińczyki” w 1934 ochraniała odcinek granicy państwowej szerokości 20 kilometrów 900 metrów. Po stronie sowieckiej granicę ochraniały zastawy „Szydłowce”, „Zielona” i „Zbrzyż” z komendantury „Huków” .
Kompanie sąsiednie:
- 3 kompania graniczna KOP „Husiatyń” ⇔ 2 kompania graniczna KOP „Skała” – 1928[14], 1929[15], 1931[13] , 1932[16], 1934[17], 1938[18]

## Działania kompanii w 1939
17 września 1939 batalion KOP „Kopyczyńce” kpt. Kąkolewskiego został zaatakowany zostały przez pododdziały 4 Korpusu Kawalerii komdiwa Dmitrija Riabyszewa i 26 BPanc płk. Siemieczenki oraz pododdziały 23 Oddziału Wojsk Pogranicznych NKWD. Atak rozpoczął się o godzinie 3:00 17 września czasu moskiewskiego.
Strażnice 1 kompanii granicznej „Kociubińczyki” atakowały pododdziały 26 BPanc i częściowo 5 Korpusu Kawalerii Komdiwa Wasilija Ganina. Strażnicę „Kociubińczyki” zaatakował oddział wydzielony z batalionu rozpoznawczego 26 BPanc. i pododdziału 23 Oddziału Wojsk Pogranicznych. Po przeprawieniu się przez Zbrucz, zaatakował on z zaskoczenia strażnicę i odwody kompanii i pokonał je w walce.
Na rozkaz ppłk. Kotarby pozostałości batalionu wycofały się w kierunku na Czortków-Buczacz-Niżniów. W rejon Niżniowa dotarły w godzinach wieczornych 17 września. Otoczone przez sowietów, poddały się.

## Struktura organizacyjna kompanii

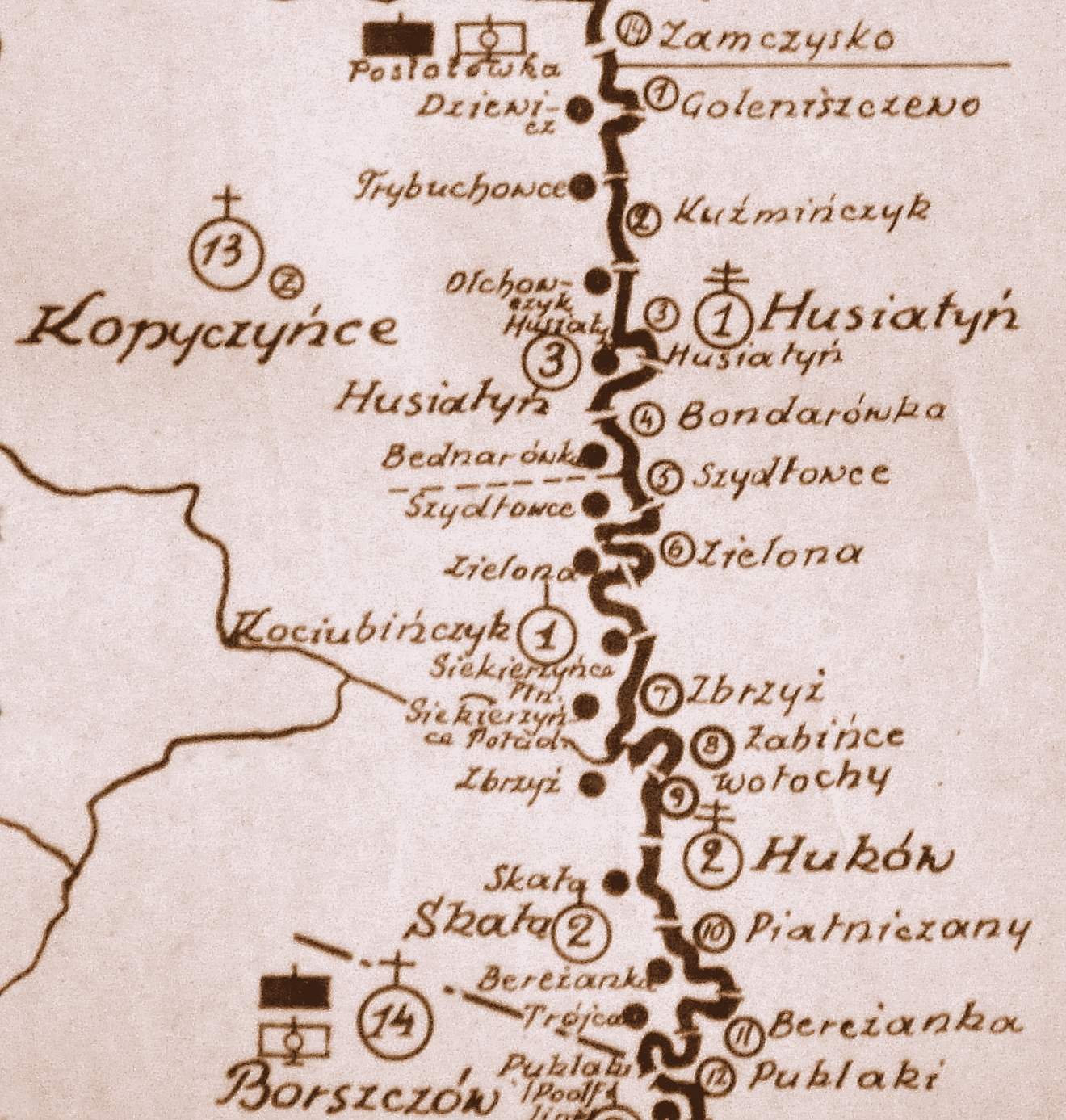
Rozmieszczenie batalionu KOP „Kopyczyńce” w 1931

Strażnice kompanii w latach 1928 – 1934 :
- strażnica KOP „Szydłowce”[c]
- strażnica KOP „Zielona”[d]
- strażnica KOP „Siekierzyńce Płn.”[e]
- strażnica KOP „Siekierzyńce Płd.”

Strażnice kompanii w 1938
- strażnica KOP „Szydłowce”
- strażnica KOP „Zielona”
- strażnica KOP „Siekierzyńce”

Organizacja kompanii 17 września 1939:
- dowództwo kompanii
- pluton odwodowy
- 1 strażnica KOP „Szydłowce”
- 2 strażnica KOP „Zielona”
- 3 strażnica KOP „Siekierzyńce”

## Dowódcy kompanii
- kpt. Tadeusz Danilewicz (11 VIII 1928 − 24 III 1931 → przeniesiony do 39 pp)[24]
- kpt. Mieczysław Łukowski (23 III 1931 −21 III 1933 → odszedł do 48 pp)[24]
- p.o. por. Wiktor Łaniewski (21 III 1933 −)[24]
- kpt. Piotr Salnicki (był 10 I 1934 −)[24]
- kpt. Franciszek Opioła (21 III 1934 −)[24]
- kpt. Ignacy Wanic[f] ( – 1939)
- kpt. Ernest Włodzimierz Heyer[g] (IX 1939)